# Fabien Cousteau
Fabien Cousteau (né le 2 octobre 1967) est un cinéaste, aquanaute et explorateur océanique français, qui demeure aux États-Unis. Il est le petit-fils de l'explorateur océanique Jacques-Yves Cousteau et le fils de Jean-Michel.

## Biographie
Fabien Cousteau est le petit-fils de l'explorateur océanique Jacques-Yves Cousteau et le fils de Jean-Michel Cousteau qui a assisté Jacques-Yves lors de la plupart de ses expéditions.  Fabien Cousteau est né et a grandi en France, bien qu'il ait vécu aux États-Unis pour la majeure partie de son existence. Il a une sœur, Céline Cousteau.
Diplômé de Boston University, Cousteau a travaillé en marketing pendant trois ans avant de retourner en océanographie. Il a lancé sa première expédition solo en 2002, filmant des requins pour un épisode spécial de National Geographic Explorer intitulé Attacks of the Mystery Shark. [réf. nécessaire]
En 2014, il a passé 31 jours sous l'eau dans le cadre d'une expérience scientifique.

## Projet Proteus
Le 28 août 2020, Fabien Cousteau annonce vouloir construire une station sous-marine dans les Caraïbes. Le projet baptisé Proteus, auquel participe le designer français Yves Béhar, vise à créer la station sous-marine la plus grande et la plus développée technologiquement jamais conçue. Proteus est conçu comme un projet cherchant à hybrider la dimension recherche, avec la création d'un laboratoire pour favoriser les recherches scientifiques sur le monde aquatique, et la vie sous la mer. Sur ce dernier point, le projet porté par le petit-fils de Jacques-Yves Cousteau n'est pas sans évoquer les projets Précontinent menés entre 1962 et 1965 par son grand-père, et qui visaient déjà à élaborer des dispositifs sophistiqués permettant la vie sous-marine. Outre les projets Précontinent menés par Jacques-Yves Cousteau, d'autres habitats sous-marins ont été expérimentés ces dernières décennies, parmi lesquels figurent notamment l'Aquarius Reef Base, du nom d'une base sous-marine construite en 1986 au large de Key Largo, en Floride.
Interviewé sur CNN le 22 juillet 2020, Fabien Cousteau estime, par ailleurs, que « l'exploration océanique est 1000 fois plus importante que l'exploration spatiale pour - égoïstement - notre survie, pour notre trajectoire dans le futur ».